# Fly by Night (álbum de Rush)
Fly by Night es el nombre del segundo álbum grabado en estudio por el grupo canadiense de rock progresivo Rush. Fue lanzado al mercado estadounidense en febrero de 1975 y no tuvo lanzamiento en América Latina. Este álbum fue grabado en el estudio Toronto Sound, de Toronto, Canadá y marcó el debut como productor de Terry Brown, quien ya había realizado la remezcla del álbum anterior, y el debut de Neil Peart como  baterista de la banda hasta su disolución. Fue reeditado con sonido remasterizado y lanzado en formato de disco compacto en 1997.

## Historia
En este álbum aparece por primera vez el baterista Neil Peart, quien además adquirió el trabajo del autor por defecto de la composición lírica, conduciendo a la banda a adoptar un estilo más literario que se diferencia perceptiblemente del álbum debut y coqueteando musicalmente con los primeros esbozos de rock progresivo. Las canciones By-Tor & The Snow Dog y Rivendell son ejemplos de inclusión de temas de ciencia ficción en la música de Rush. La letra de la canción Anthem revela inspiración en la filosofía de la novela homónima de Ayn Rand, influencia que alcanzaría su apogeo en la escritura de Peart en el álbum 2112. Fly by Night, por su parte, se basa en la experiencia de la mudanza de Peart desde Canadá a Londres cuando era un joven músico buscando experiencia (mucho antes de formar parte de Rush), contada de una manera más elaborada.
Como anécdota, By-Tor & The Snow Dog está inspirado en una historia de Howard Ungerleider, roadie de la banda: estando en la casa de Ray Danniels, mánager de la banda, sus dos perros, un pastor alemán y uno más pequeño, con pelaje abundante y blanco, le gruñieron y se abalanzaron sobre él. Ungerleider comentó esto con Peart, quien pensó en una historia hilarante: un perro que muerde (en inglés biter) y otro que asemeja la nieve (en inglés snow).

## Canciones
Lado A
- "Anthem" - 4:20
- "Best I Can" - 3:24
- "Beneath, Between & Behind" - 3:00
- "By-Tor & The Snow Dog" - 8:37 
  - Part I. At the Tobes of Hades (0:36)
  - Part II. Across the Styx (0:35)
  - Part III. Of the Battle (6:22)
    - Challenge and Defiance [0:36]
    - 7/4 War Furor [2:43]
    - Aftermath [1:59]
    - Hymn of Triumph [1:04]

  - Part IV. Epilogue (1:04)

Lado B 
- "Fly By Night" - 3:19
- "Making Memories" - 2:56
- "Rivendell" - 4:55
- "In The End" - 6:42

## Músicos
- Geddy Lee - Voz, bajo y guitarra acústica
- Alex Lifeson - Guitarra eléctrica y acústica
- Neil Peart - Batería y percusión

## Curiosidades
- Rivendell es el nombre de un sitio mitológico en donde los elfos buscan refugio en su viaje peregrinatorio, y aparece por primera vez en la novela El hobbit de J. R. R. Tolkien, autor de El Señor de los Anillos.
- El nombre del álbum es una expresión en lengua inglesa para designar a un negocio fantasma o que da la impresión de ser una estafa.

- Datos: Q204364